# 625
Rok 625 (DCXXV) byl nepřestupný rok, který podle juliánského kalendáře započal úterým. 
Podle židovského kalendáře se přelomily roky 4385 a 4386. Podle islámského kalendáře započal dne 16. června rok 4. 

## Události
- 19. března – Bitva u hory Uhud: Prorok Mohamed útočí na obyvatele města Mekka a vítězí
- 25. října – Po šesti letech vlády umírá papež Bonifác V., střídá jej Honorius I., který se stal v pořadí sedmdesátým papežem

Neznámé datum
- Byzantsko-Sásánovská válka: byzantský císař Herakleios pochoduje se svými vojáky přes pohoří Corduene. Po méně než sedmi dnech obchází horu Ararat a dobývá pevnost Amida u řeky Murat. Dále dobývá pevnost Martyropolis u řeky Tigris. Perská armáda na severu Mezopotámie ustupuje na západ k řece Eufrat. Herakleios je pronásleduje do Kilíkie.
- Král Edwin Northumbrijský se oženil s Æthelburh z Kentu. Jako křesťanka s sebou na královský dvůr přivedla svého kaplana, který doporučuje králi konvertovat.
- Král Cadfan ap lago z Gwyneddu umírá. Na trůn nastupuje jeho syn Cadwallon ap Cadfan.
- Judicael se stává velekrálem Armoriky.

## Narození
- 2. března – Hasan ibn Ali, syn proroka Mohameda († 2. dubna 670)
- ? – Theodo Bavorský, bavorský vévoda († 11. prosince 670)

## Úmrtí
- 25. října – Bonifác V., papež (* ?)
- ? – Abd-Allah ibn Jahsh, švagr a následovatel proroka Mohameda (* 586)

## Hlavy států
- Papež – Bonifác V. (619–625) » Honorius I. (625–638)
- Sámova říše – Sámo (623–659)
- Byzantská říše – Herakleios (610–641)
- Franská říše – Chlothar II. (584–629)
  - Austrasie – Dagobert I. (623–634) + Pipin I. (majordomus) (623–629)
- Anglie
  - Wessex – Cynegils (611–643)
  - Essex – Sigeberht I. Malý (617–653)
  - Deira a Bernicie – Edwin Northumbrijský (616–632)
- Bulharsko – Urgan (610/617–630)
- Perská říše – Husrav II. (590, 591–628)